# Edwin Klebs

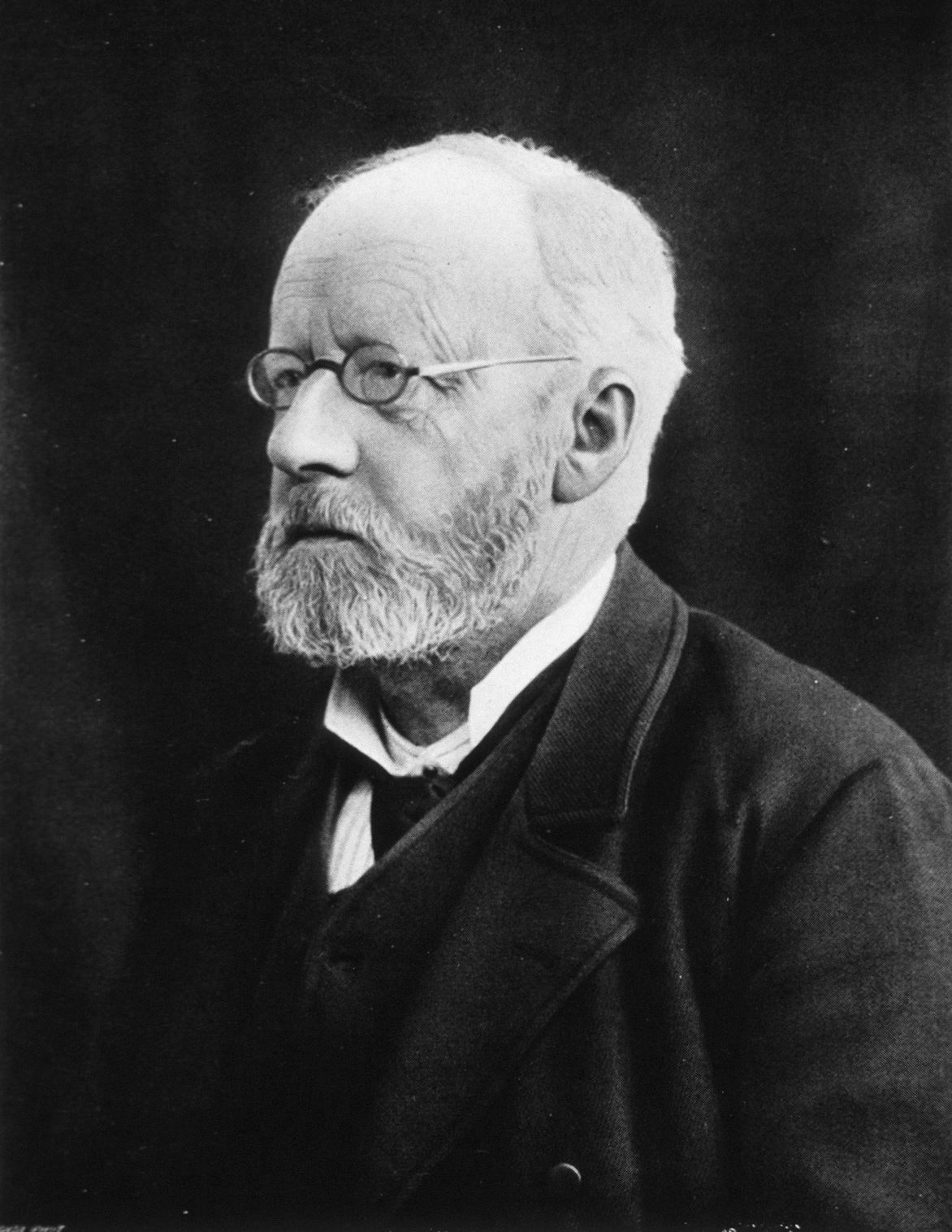
Theodor Albrecht Edwin Klebs

Theodor Albrecht Edwin Klebs (* 6. Februar 1834 in Königsberg i. Pr.; † 23. Oktober 1913 in Bern) war ein deutsch-schweizerischer Pathologe und Mikrobiologe. Nach ihm benannt ist die Bakteriengattung Klebsiella. Er hatte Lehrstühle in Bern, Würzburg, Prag, Zürich und in den USA inne.

## Leben und Werk
Edwin Klebs wurde 1834 als Sohn des Land- und Stadtgerichtsrats Friedrich Heinrich Klebs und dessen Frau Sophie geborene Reich geboren und besuchte in Königsberg das Gymnasium.
Klebs studierte ab 1852 an der Albertus-Universität Königsberg und ab 1855 an der Julius-Maximilians-Universität Würzburg sowie danach an der Universität Jena und der Friedrich-Wilhelms-Universität zu Berlin Medizin. 1854 wurde er – wie schon sein Bruder Oskar – Mitglied der Burschenschaft Germania Königsberg. 1856 wurde er in Berlin bei seinem Würzburger Lehrer Rudolf Virchow, der inzwischen in Berlin tätig war, zum Dr. med. promoviert.
Approbiert 1858, war er zunächst als praktischer Arzt für ein Jahr in Königsberg tätig und wurde dann nach seiner Habilitation für pathologische Anatomie 1859 Privatdozent an der Königsberger Universität, wo er als Assistent am Physiologischen Institut tätig war. Von 1861 bis 1865 war er Assistent bei Rudolf Virchow am Pathologischen Institut in Berlin. 1866 wurde er außerordentlicher Professor für pathologische Anatomie in Bern, 1867 ordentlicher Professor. Er heiratete die Schweizerin Marie Rosetta Grossenbacher und erwarb die Schweizer Staatsbürgerschaft. Sein Sohn war der Medizinhistoriker Arnold C. Klebs.
Im Deutsch-Französischen Krieg meldete er sich zum freiwilligen Dienst als Militärarzt der Preußischen Armee.
1871 gründete Klebs das Correspondenz-Blatt für Schweizer Aerzte. 1872/73 war er für einige Monate Ordinarius an der Julius-Maximilians-Universität Würzburg, ab 1873 an der Karls-Universität Prag. Entgegen Rudolf Virchows Vorstellungen wollte Klebs um 1878 (Beginn einer kurzen Ära der „orthodoxen Bakteriologie“) den Schwerpunkt der ganzen Pathologie in die Bakteriologie legen. Bei der Teilung der Universität ging er 1882 erneut in die Schweiz und wurde Ordinarius in Zürich. Mit Friedrich Loeffler entdeckte er 1884 das Bakterium Corynebacterium diphtheriae, den Erreger der Diphtherie. Im Jahr 1887 erklärte er unter dem Eindruck Darwins die Infektionskrankheit als Kampf ums Dasein zwischen Mensch und Mikroorganismus. Während seiner Züricher Zeit war er ab 1892 als Verfasser wissenschaftlicher Arbeiten auch in Karlsruhe tätig. 1893 wurde er unter anderem wegen seines Eintretens für eine bessere Wasserversorgung während der Typhusepidemie in Zürich zum Rücktritt gezwungen.
Er folgte daraufhin einem 1895 ergangenen Ruf in die USA als Leiter eines bakteriotherapeutischen Instituts in Asheville (North Carolina) und wurde 1896 an das Rush Medical College in Chicago berufen, wo er als Professor für Pathologie tätig wurde. 1900 kehrte er nach Deutschland zurück und war ab 1905 Privatgelehrter in Berlin. Er setzte sich 1910 zur Ruhe und kehrte in die Schweiz zurück, wo er mit seinem ältesten Sohn lebte. Er war Mitglied der Königsberger Freimaurerloge Zum Todtenkopf und Phönix.

## Schriften (Auswahl)
- Handbuch der pathologischen Anatomie. 2 Bände. Berlin (1867) 1868–1876.
- Der Bacillus des Abdominaltyphus und der typhöse Process. In: Archiv für experimentelle Pathologie und Pharmakologie. Band 13, 1881, S. 381–460.
- Beiträge zu Albert Eulenburgs Real-Encyclopädie der gesammten Heilkunde. Erste Auflage:
  - Band 1 (1880) (Digitalisat), S. 341–359: Ansteckende Krankheiten; S. 695–701: Bacillus; S. 701–704: Bacterien
  - Band 4 (1880) (Digitalisat), S. 158–191: Diphtheritis
  - Band 5 (1881) (Digitalisat), S. 320–323: Flagellata
  - Band 8 (1881) (Digitalisat), S. 260–266: Leptothrix buccalis
  - Band 12 (1882) (Digitalisat), S. 490–514: Sepsis
  - Band 14 (1883) (Digitalisat), S. 123–144: Tuberkulose
- Zweite Auflage:
  - Band 2 (1885) (Digitalisat), S. 306–330: Bacillus.